# Sawyer's
La Sawyer's, Inc. è stata un'azienda statunitense fondata a Portland, Oregon, nel 1914, produttrice e distributrice di fotocamere, proiettori per diapositive, diapositive e cartoline panoramiche e in particolar modo la ditta che ha lanciato e prodotto per lungo tempo, dal 1938 al 1966, il sistema View-Master, comprendente, tra le altre cose, visori stereoscopici, dischetti con diapositive stereoscopiche e fotocamere stereoscopiche, acquisendo anche nel 1951, nell'ultima fase della sua esistenza, il sistema Tru-Vue. La compagnia fu attiva fino al 1966, quando venne infine acquisita dalla GAF.

## Storia

### Primi anni
La Sawyer's venne fondata a Portland, Oregon, nel 1914 da Carleton Sawyer e A. R. Specht come una compagnia di sviluppo e stampa fotografica. Specht era un dirigente della catena di negozi The Owl Drug Company, una delle più importanti catene di Portland, in cui Specht voleva investire nello sviluppo e stampa fotografica, dato il crescente interesse della fotografia da parte del pubblico.
Nel 1919 Edwin E. Mayer, un appassionato di fotografia che si era appena diplomato in farmacia al North Pacific College di Portland, rilevò la partecipazione di Carleton Sawyer nella società che portava il suo nome. Nello stesso anno Mayer e tre e suoi parenti rilevarono la rimanente partecipazione da Specht. Secondo un articolo pubblicato nel 1946 su The Oregonian, "per vent'anni Mayer ha mantenuto la sua appartenenza nei ranghi della farmaceutica, ma non ha mai praticato la professione", lavorando invece per costruire l'attività di sviluppo e stampa fotografica della Sawyer's. Nel 1924 la Sawyer's occupava un edificio di 18x30m all'indirizzo SW 20th Avenue, vicino al Multnomah Field, nel centro di Portland. A quell'epoca la compagnia aveva iniziato a produrre cartoline fotografiche e souvenir fotografici. Crescendo gli affari della compagnia, acquistò anche l'adiacente edificio di 21x27m sulla SW Ella Street (dal 1933 20th Place) così da potersi espandere.
Nel 1926 Harold J. Graves si unì alla compagnia. Graves aveva servito a lungo come fotografo nell'esercito statunitense e lavorato in negozi fotografici di Salem ed Eugene, prima di acquisire una partecipazione della Sawyer's. Graves gestiva il marketing dei prodotti della compagnia, mentre Mayer ne gestiva l'attività. Più tardi le cartoline di auguri vendute nei più importanti grandi magazzini vennero aggiunti alla linea di prodotti della Sawyer's. La compagnia era la più grande produttrice di cartoline illustrate degli anni venti. Mayer rimase il direttore generale della compagnia per più di tre decenni, fino alla sua morte, avvenuta nel 1956 per infarto.

### Introduzione del View-Master
Nel 1938 la compagnia mosse i primi passi nella stereoscopia, con lo sviluppo del sistema stereoscopico a diapositive parallele a colori View-Master, dopo l'incontro avvenuto nelle Oregon Caves tra Harold Graves e William Gruber, un fabbricante di organi esperto di Welte-Mignon e appassionato fotografo di Portland.

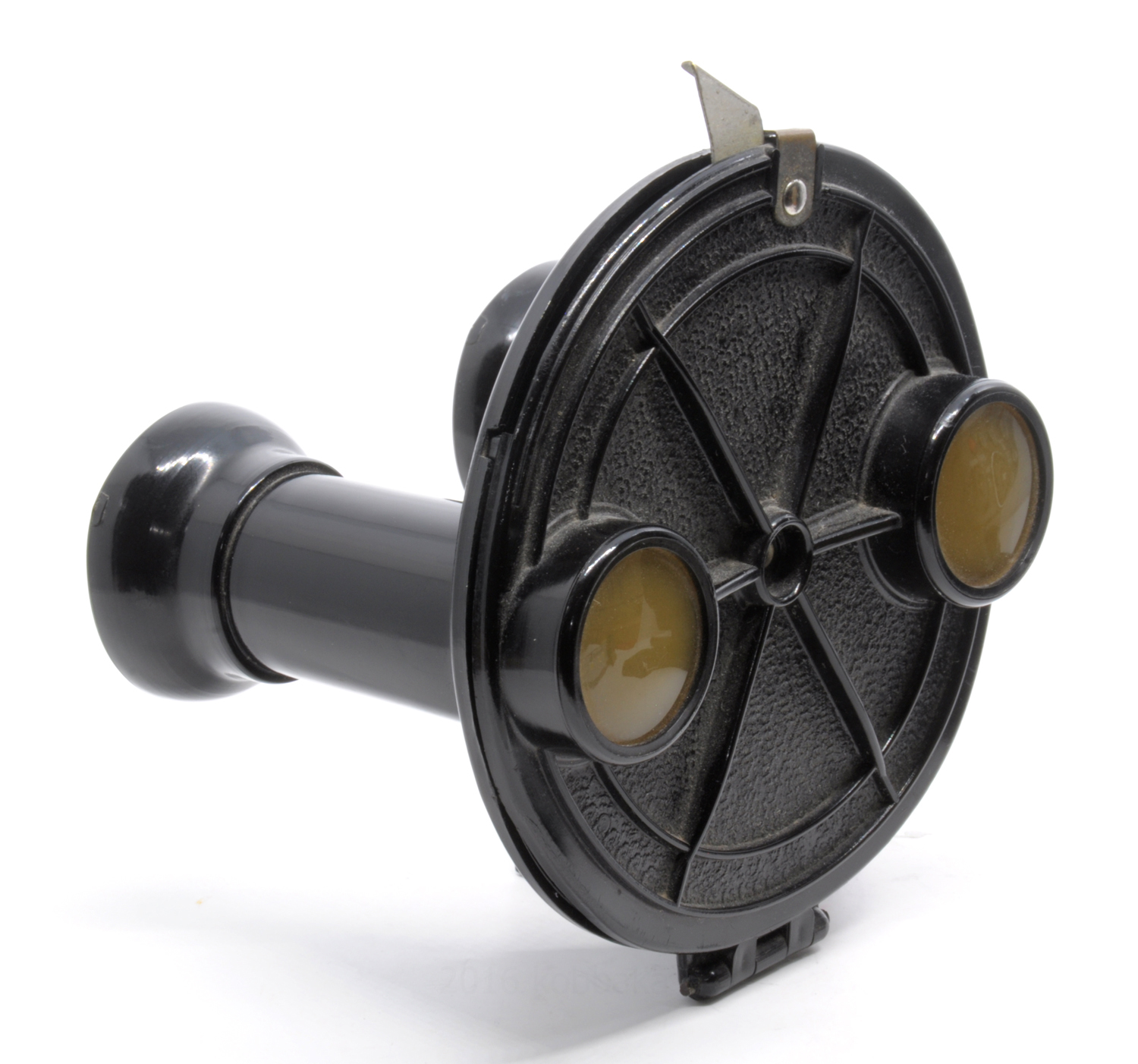
Il View-Master Model A, prodotto a partire dal 1940

Il sistema View-Master utilizzava delle schede circolari dette dischetti (in inglese reels, "bobine") contenenti sette coppie di fotografie stereoscopiche parallele su pellicola fotografica positiva a colori e le sue oculari individuali immergono lo spettatore nella scena molto di più rispetto agli stereoscopi precedenti. Mayer e Gruber svilupparono individualmente dispositivi per la visione di immagini stereoscopiche, ma Gruber ebbe l'idea di montare piccole diapositive Kodachrome a colori su dischetti di carta rigida per un visore appositamente disegnato. William Gruber avviò così una stretta collaborazione con i proprietari della Sawter's per sviluppare la sua invenzione.
Alla fine del 1939 il sistema View-Master venne presentato all'esposizione New York World's Fair, marchiato "brevetto richiesto" (in inglese Patent Applied For). Si proponeva come un'alternativa alle cartoline illustrate e veniva originalmente venduto nei negozi di fotografia, nelle cartolerie e nei negozi di souvenir. Il soggetto principale dei primi dischetti per View-Master erano le Carlsbad Caverns e il Grand Canyon. Il sistema View-Master commercializzato dalla Sawyer's, Inc. comprendeva visori e dischetti. Il brevetto del dispositivo di visione stereoscopica arrivò nel 1940 con quello che sarebbe stato chiamato visore Model A. In pochissimo tempo il View-Master surclassò il mercato di cartoline, divenendo il più importante e redditizio prodotto della Sawyer's. La compagnia continuò a vendere altri prodotti fotografici, comprese oltre 30 milioni di cartoline e 1,5 milioni di cartoline di auguri all'anno.
Nel 1942 la Sawyer's vendeva i suoi prodotti in almeno mille negozi in tutti gli Stati Uniti. Vennero prodotti circa 250.000 visori View-Master all'anno nei primi anni quaranta. Nel 1945-46 la compagnia aggiunse due nuovi edifici di nuova costruzioni al suo complesso sulla SW 20th Avenue. Alla primavera del 1946 la compagnia impiegava più di 100 persone, ma l'ampliamento dell'azienda avrebbe incrementato tale numero di altri 75 una volta completato.

### Spostamento e ampliamento

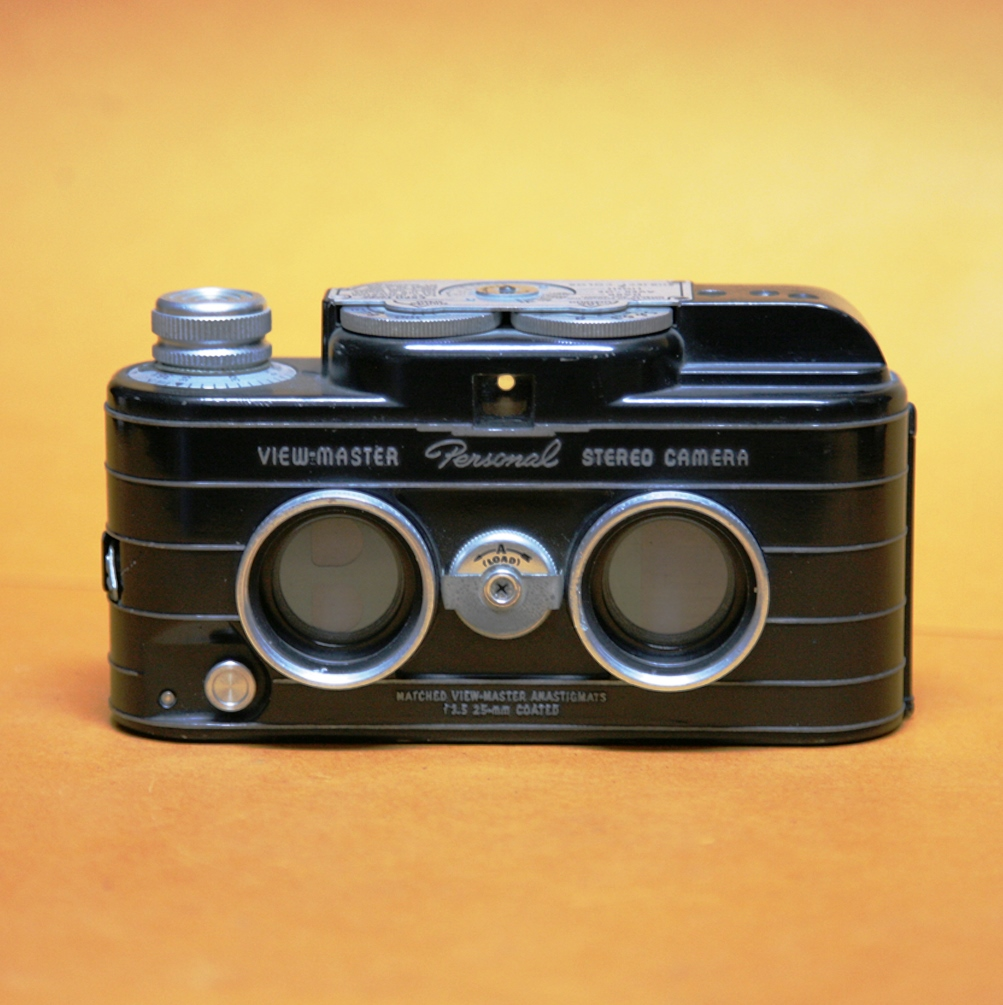
La View-Master Personal Stereo Camera introdotta nel 1952

Nel 1951 la compagnia spostò il proprio quartier generale e gli impianti di produzione dalla postazione nelle vicinanze del Multnomah Stadium di Portland a un nuovo complesso costruito su un sito di 5,9 ettari nell'allora non ancora incorporata nella città di Progress, tra Beaverton e Tigard e alla periferia sudoccidentale dell'area metropolitana di Portland. Il sito si trovava lungo la ferrovia sulla linea Spokane, Portland & Seattle e adiacente alla Oregon Route 217. La Stereocraft Engineering, un'azienda di Portland che costruiva attrezzature per la Sawyer's fin dal 1946, costruì il proprio nuovo impianto adiacente al nuovo stabile della Sawyer's a Progress.
Sempre nel 1951 la Sawyer's acquisì il marchio Tru-Vue, un sistema stereoscopico basato su strisce di pellicola che fu il principale concorrente del sistema View-Master. Oltre a eliminare dal mercato il suo principale rivale, l'acquisizione fornì alla Sawyer's i diritti di riproduzione dei soggetti della Disney. La Sawyer's approfittò dell'opportunità producendo numerosi dischetti di soggetti Disney. L'acquisizione avrebbe dato i suoi frutti nel 1955, con i dischetti dell'appena inaugurato Disneyland. Il marchio Tru-Vue Company rimase in catalogo come sussidiaria della Sawyer's, Inc. Durante gli anni cinquanta la Sawyer's introdusse successivamente nuovi modelli di visori View-Master, passando dalla troppo tenera plastica Tenite della Kodak, alla bachelite e infine alla plastica rigida.
Nel 1952 la Sawyer's introdusse il sistema View-Master Personal, comprendente la fotocamera View-Master Personal Stereo Camera, che permetteva di creare i propri dischetti grazie a un set di dischetti "vuoti" e una fustella con cui ritagliare le diapositive fotografate così da poterle inserire nei dischetti personalizzati. La maggior parte del lavoro di fabbircazione della fotocamera era affidato in appalto alla Stereocraft Engineering, che aveva seguito la Sawyer's nella sua trasferta nella periferia di Portland. Nel giro di due anni il sistema Personal avrebbe visto l'introduzione di un proiettore stereoscopico, lo Stereomatic 500.
Una fotocamera convenzionale chiamata Nomad venne commercializzata dalla Sawyer's nel 1956, in due formati per pellicola 127 e per pellicola 120.

### Diversificazione ed espansione all'estero

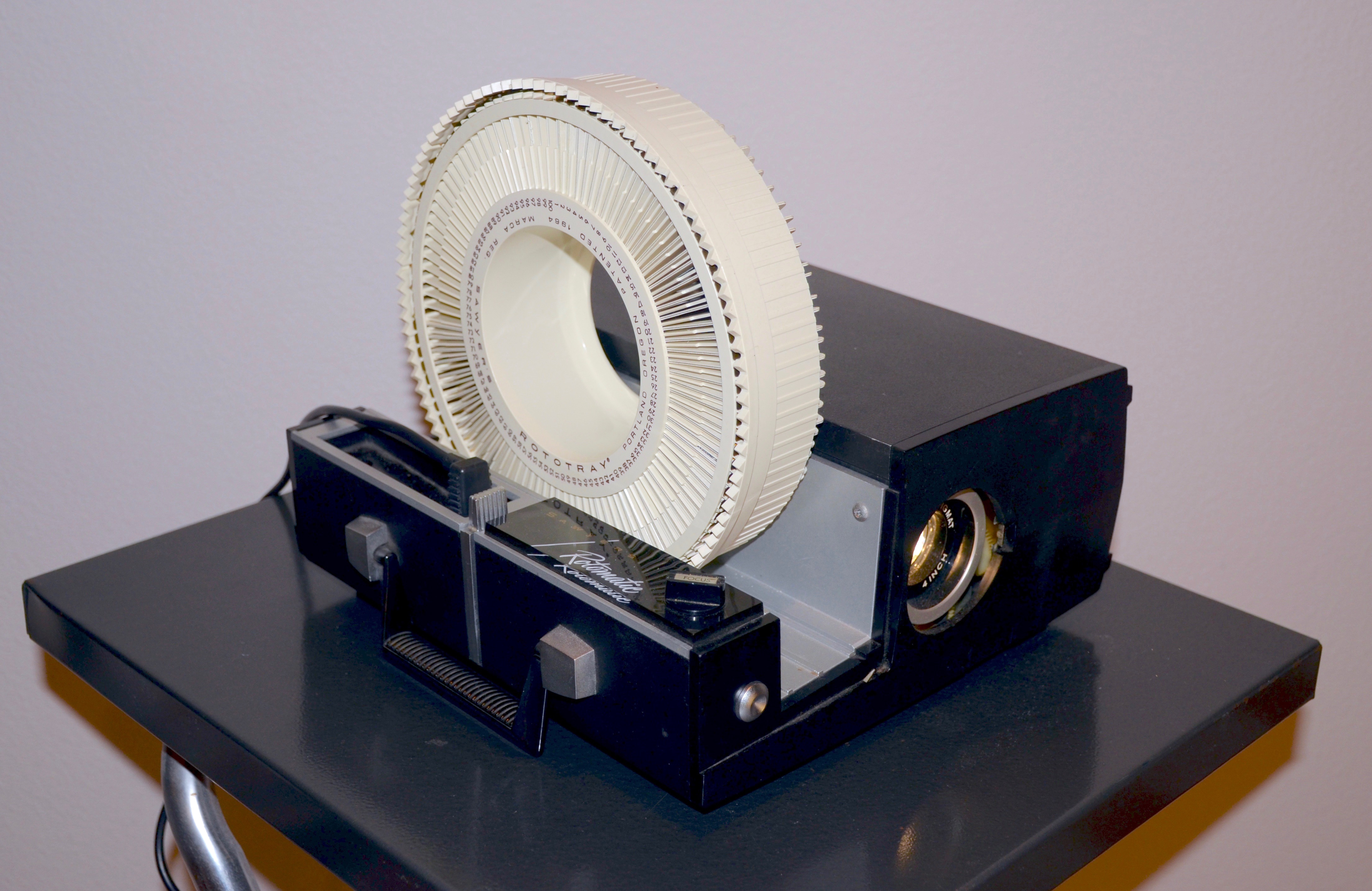
Proiettore per diapositive Rotomatic

Nel 1952 la Sawyer's fondò una sussidiaria europea, la Sawyer's Europe, con sede in una struttura di nuova costruzione situata a Sint-Niklaas, in Belgio, ed espanse la propria fabbrica nel 1964. Nel 1958 fondò inoltre altre tre sussidiarie: la Sawyer's Inc. Australia Pty. Ltd., a Sydney, in Australia; a Tokyo, in Giappone; la View-Master S.A., sussidiaria della Sawyer's Europe, in Francia.
Nei tardi anni cinquanta la compagnia iniziò a produrre proiettori per diapositive (per il convenzionale formato 2x2 pollici per pellicola 35mm); visori per diapositive bidimensionali e set di diapositive panoramiche. Dal 1961 i proiettori per diapositive divennero il secondo prodotto di maggiore profitto dell'azienda. Un nuovo modello di proiettore venne commercializzato dal 1963 con il nome di Sawyer's Rotomatic e utilizzava caricatori di diapositive circolari chiamati Rototrays, che potevano contenere fino a 100 diapositive.
Il fatturato totale ammontava a 8,6 milioni di dollari nel 1961 e a 9,1 milioni nel 1962. Tra i nuovi prodotti introdotti nel 1962 vi era anche un dittafono. I dipendenti della compagnia ammontavano a 300 nel gennaio del 1960, ma nel giro di due anni divennero più del doppio, per un totale di 687 all'inizio del febbraio 1962. Nella prima metà degli anni sessanta la Sawyer's era la seconda più grossa azienda produttrice di proiettori per diapositive, seconda solamente alla Kodak, che aveva introdotto il proiettore per diapositive Carousel nei primi anni sessanta, ottenendo il brevetto nel 1965. Un articolo del quotidiano The Oregonian del 1965 afferma che la Sawyer's era "uno dei due più grossi produttori di proiettori per diapositive e di articoli correlati, corrento fianco a fianco con la Kodak, secondo fonti del settore". Un proiettore da tavolo portatile venne introdotto nel 1964. L'impianto principale della compagnia, situato a Progress, impiegava 800 persone. Il numero di rivenditori che vendevano prodotti View-Master era arrivato a 9.000.

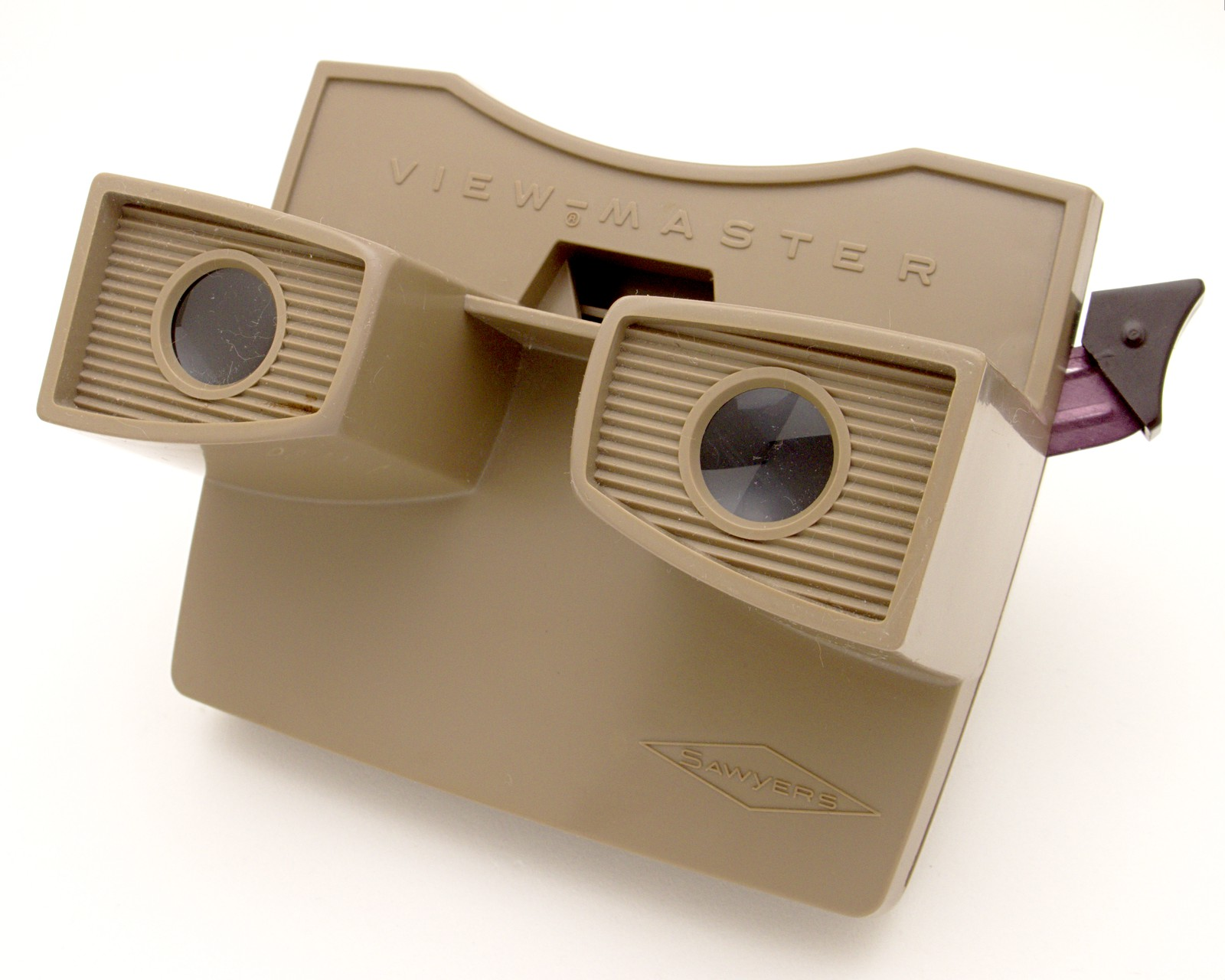
Un visore View-Master Model G del 1962 con il logo Sawyer's

La Sawyer's fece la sua prima offerta pubblica in azioni nel 1962 e una seconda offerta venne fatta tre anni dopo. Nel 1965 i prodotti della linea View-Master rappresentavano il 37% delle vendite della compagnia, mentre i proiettori di diapositive e gli accessori il 43%. Le vendite di diapositive, visori per diapositive, visori stereoscopici Tru-Vue e vari altri prodotti rappresentavano il rimanente delle vendite. Il totale delle vendite dell'anno fiscale che scadeva nel 1965 erano di 19,3 milioni di dollari e l'anno successivo salirono a 26 milioni.
Un proiettore per film, destinato alla visione di pellicole Super 8, venne introdotto attorno al 1965.
Nel 1965 la compagnia fabbricava 2 000 proiettori al giorno, mentre la produzione giornaliera di dischetti del sistema View-Master crebbe da 50 000 a 160 000 nei giorni di punta., oltre ai prodotti venduti con il proprio marchio, la Sawyer's vendeva anche i prodotti con i marchi View-Master, Tru-Vue e Pana-Vue, venduti in tutti gli stati uniti e in oltre cento paesi stranieri. Una parte delle vendite e dei prodotti destinati all'estero venivano realizzati dalle compagnie sussidiarie. Una buona parte di questi erano costituiti dai prodotti della Sawyer's Europe, S.A., il cui 57,5% era di proprietà della compagnia madre statunitense e che poteva contare su una forza lavoro di 200 dipendenti. La sussidiaria europea registrò un ammontare delle vendite per l'anno fiscale 1965 di 2,7 milioni di dollari, mentre la sussidiaria giapponese, interamente di proprietà dalla compagnia madre, e l'affiliata indiana, di cui deteneva il 49%, registrarono in confronto un totale di 100 000 dollari nello stesso periodo. Le vendite in Canada rappresentavano il 5% delle vendite lorde dell'azienda.

### Acquisizione da parte della GAF

Logo della GAF

Nel giugno del 1966 i proprietari della Sawyer's Inc. rivelarono che stavano considerando di vendere la compagnia alla General Aniline & Film Corporation (GAF) di New York, precedentemente di proprietà tedesca, e che le due compagnie stavano negoziando a intermittenza dal luglio 1965. Un accordo venne infine raggiunto nell'ottobre 1966 e la Sawyer's Inc. venne venduta alla GAF il 31 dello stesso mese. Gli impianti di produzione e la forza lavoro nell'area di Progress, alla periferia sudoccidentale dell'area metropolitana di Portland, vennero trasferiti alla GAF. La Sawyer's, Inc. divenne un marchio registrato sussidiario della GAF nel Delaware, oltre che in Oregon, ma inizialmente continuò ad essere diretta da Robert Brost, presidente della Sawyer's dal 1959, che rimase a Portland. Tuttavia nel 1968 le operazioni vennero trasferite alla GAF e l'ex sussidiaria venne rinominata GAF's Consumer Photo Division.
General Aniline & Film rimase il nome ufficiale della compagnia ed estensione dell'acronimo "GAF" fino all'aprile 1968, quando venne modificato in GAF Materials Corporation. Per diversi anni dopo questo cambiamento, la GAF utilizzò Sawyer's come marchio per alcuni dei proprio proiettori di diapositive.
La fabbrica della GAF di Progress continuò a lavorare e perfino a espandersi negli anni seguenti l'acquisizione, ma dopo un picco di 1700 dipendenti, raggiunto nel 1973, la dimensione della forza lavoro si abbassò a 1200 nel 1976. Precipitò a 1000 a metà del 1977, quando la sospensione di altri 400 venne annunciata, riducendola ulteriormente a 600. Un declino nella domanda di proiettori venne utilizzato come motivazione. All'epoca The Oregonian riportò che gli impianti di Progress, di precedente proprietà della Sawyer's, erano "i soli impianti locali che producono pellicole e proiettori di diapositive". Annunciando i licenziamenti nel luglio 1977, la GAF disse che avrebbe venduto i propri impianti di produzione di proiettori e che avrebbe dismesso la manifattura e vendita di pellicole, fotocamere e carta per stampa a colori.
La GAF detenne il marchio View-Master fino al 1981, trasformandolo negli anni da un dispositivo rivolto a tutta la famiglia a un vero e proprio giocattolo destinato all'infanzia, abbassando di conseguenza anche la qualità dei visori e dei supporti (dischetti). Nel 1981 la GAF liquiderà il marchio per 24 milioni di dollari, vendendolo ad Arnold Thaler che ne modificherà anche il nome in View-Master International Group (VMI).

## Prodotti
- Servizio di sviluppo e stampa fotografica
- Cartoline fotografiche
- Cartoline di auguri
- Souvenir fotografici
- Set di diapositive panoramiche
- Fotocamere
- Fotocamere stereoscopiche
- Proiettori per diapositive
- Proiettori per diapositive stereoscopici
- Proiettori per film
- Visori per diapositive
- Visori stereoscopici
- Dischetti e schede stereoscopici paralleli
- Dittafoni

## Marchi
- View-Master, sistema stereoscopico composto da: visori stereoscopici, dischetti stereoscopici paralleli, View-Master Personal, View-Master Mark II, proiettori stereoscopici e monoscopici.
- Tru-Vue, sistema stereoscopico composto da visori stereoscopici e schede stereoscopiche parallele derivate dai dischetti View-Master.
- Pana-Vue, sistema monoscopico composto da visori per diapositive e diapositive bidimensionali.